# Fliegermorde im Hessischen Hinterland 1944
Bei den Fliegermorden im Hessischen Hinterland 1944 wurden nach dem Absprung aus ihren abgeschossenen Maschinen am 27. Oktober 1944 ein US-amerikanischer und am 7. und 10. Dezember 1944 zwei britische Flieger ermordet. Die Taten ereigneten sich im ehemaligen Landkreis Biedenkopf, heute Landkreis Marburg-Biedenkopf, im so genannten Hessischen Hinterland.

## Mord an Paul Joseph Roberts Jr.

### Opfer
- Paul Joseph Roberts Jr., 22 Jahre alt, First Lieutenant, ASN: 01289139, United States Army Air Forces, aus Los Angeles, Vereinigte Staaten[1][2]

### Tathergang
Am Tattag (15. oder 27. Oktober) wurde der aus seiner beschädigten Maschine mit dem Fallschirm abgesprungene Roberts bei Buchenau, heute Gemeinde Dautphetal, von Zivilisten aufgegriffen. Er wurde entwaffnet und zum Büro des Bürgermeisters verbracht. Dort teilte ihm Gendarmerie-Leutnant Karl Menge aus Biedenkopf, Leiter der Gendarmerie des Kreises, mit, dass er erschossen werde. Menge fragte seinen Untergebenen, den Polizisten Wilhelm Dietermann, ob ihm der Befehl des Reichsführers SS bekannt sei, wonach alliierte Flieger nicht gefangen genommen werden sollten, was Dietermann bejahte. Auf Menges Anordnung fesselte Dietermann Roberts’ Hände auf den Rücken und führte ihn auf der Straße in Richtung Friedensdorf. Bei Carlshütte wurden sie von einem Auto eingeholt, in dem Menge und ein weiterer Mann namens Andreas Ebling saßen. Gemeinsam wurde der Weg zu einem Steinbruch fortgesetzt. Hier übergab Menge Roberts’ Pistole an Dietermann mit der Aufforderung, Roberts zu erschießen. In diesem Moment soll Roberts, der die Situation erkannt hatte, Dietermann angegriffen haben. Dietermann schlug daraufhin Roberts mit dessen eigener Waffe nieder und erschoss ihn.

### Prozess
Wegen des Mordes wurde am 10. und 11. Oktober 1945 vor einem Militärgericht der US-Armee in Heidelberg ein Prozess gegen Ebling und Dietermann geführt. Beide plädierten auf nicht schuldig. Der Prozess endete mit einem Freispruch für Ebling. Dietermann wurde jedoch schuldig befunden, die Tötung eines kriegsgefangenen Angehörigen der US-Armee entgegen den Gesetzen des Krieges willentlich herbeigeführt oder unterstützt und sich daran beteiligt zu haben. Er wurde zum Tod durch Erhängen verurteilt. Am 9. November 1945 wurde die Strafe zunächst dahingehend abgemildert, dass das Todesurteil durch Erschießung vollzogen werden sollte. Dies wurde wiederum durch einen Beschluss des Hauptquartiers der US-Armee vom 29. November 1945 aufgehoben. Dietermann hatte im Prozess Notwehr geltend gemacht, da er sich gegen den für ihn überraschenden Angriff durch Roberts habe zur Wehr setzen müssen. Dies wurde vom Gericht zurückgewiesen, da Roberts gefesselt gewesen sei und sich zwei weitere Personen, nämliche Menge und Ebling, in unmittelbarer Nähe befunden hätten. Die Annahme, Dietermann habe sich auf diese Weise gegen den unbewaffneten und gefesselten Roberts zur Wehr setzen müssen, sei absurd. Die Tat stelle einen bewussten und gewollten Mord dar. Ein Grund für eine Strafmilderung sei nicht zu erkennen. Der Beschluss wurde am 12. Dezember 1945 durch den Militärgouverneur, General Joseph T. McNarney, bestätigt. Die Hinrichtung Dietermanns wurde durch Erhängen vollzogen.

### Gedenken
Das Grab von Roberts befindet sich auf dem Arlington National Cemetery.

## Mord an John Scott und Neil McGladrigan

### Opfer
- John Scott, 24 Jahre alt,[4] Sergeant, Royal Air Force, aus Lossiemouth, Morayshire, Schottland[5]
- Neil Francis Dallaway McGladrigan, 22 Jahre alt, Flight Sergeant, Royal Australian Air Force, aus Kallangur, Moreton Bay Region, Queensland, Australien[6][7]

### Vorgeschichte

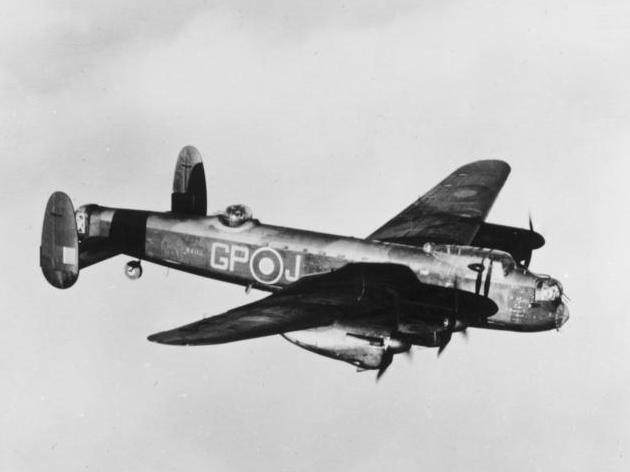
Britischer Bomber Avro Lancaster I mit Merlin-XX-Triebwerken im Flug

Am Abend des 6. Dezember 1944 führte ein Bomberverband des RAF Bomber Command den Luftangriff auf Gießen am 6. Dezember 1944 aus. Durch deutsche Nachtjäger wurden mehrere britische Maschinen abgeschossen. Zwei Bomber des Typs Avro Lancaster der No. 57 Squadron der Royal Air Force mit den Kennzeichen PD264 und NG199 stürzten nahe der Ortschaft Erdhausen (heute zu Gladenbach gehörend) im damaligen Kreis Biedenkopf ab. Die Mehrzahl der Besatzungsmitglieder kam dabei ums Leben. Drei Besatzungsmitgliedern der PD264, Warrant Officer John Forward, Flight Sergeant Neil McGladrigan und Sergeant John Scott, gelang der Absprung mit dem Fallschirm. Forward wurde gefangen genommen und überlebte den Krieg in einem deutschen Kriegsgefangenenlager. Er kehrte nach Kriegsende nach Großbritannien zurück. Da er angab, er habe Scott und McGladrigan abspringen sehen, wurde in dem zur amerikanischen Besatzungszone gehörenden Absturzgebiet die Suche nach den für tot gehaltenen Fliegern aufgenommen. Die sterblichen Überreste der Flieger wurden schließlich aufgefunden, exhumiert, und nach erfolgreicher Identifikation auf einem Friedhof in Gladenbach beigesetzt. Später erfolgte ihre Überführung auf den Hanover War Cemetery.

### Tathergang
Die PD264 stürzte am 6. Dezember 1944 gegen 20:15 Uhr nahe Erdhausen auf freies Feld und ging in Flammen auf. In dem Wrack wurden die Leichen von vier Fliegern gefunden. Die örtliche Gendarmerie sicherte das Wrack und nahm die Suche nach abgesprungenen Fliegern auf.

#### Mord an John Scott
Am Nachmittag des folgenden Tages, dem 7. Dezember 1944, erhielt Bezirksoberwachtmeister Konrad Mangold an seinem Dienstort in Erdhausen die Nachricht, dass John Scott in der Nähe von Wommelshausen (heute Ortsteil von Bad Endbach) aufgegriffen worden sei. Er machte seinem Vorgesetzten Karl Menge telefonisch Meldung und erhielt den Auftrag, den Briten gefangen zu nehmen. Mangold führte Scott zu Fuß nach Weidenhausen, als Menge und Gendarmeriemeister Karl Schmidt mit Motorrädern erschienen. Menge verlangte, Scott an Ort und Stelle zu erschießen, was Mangold ablehnte. Scott wurde daraufhin zum Büro des Bürgermeisters Ludwig Michel in Weidenhausen verbracht und in eine Gewahrsamszelle gesperrt. Dort soll Scott von Michel mit einem Stock geschlagen und misshandelt worden sein.
Menge gab unter Androhung von Konsequenzen Mangold nochmals den Befehl, Scott zu erschießen. Daraufhin wurde der Gemeindearbeiter Thomas genötigt, ein Grab in der Nähe des Weidenhausener Friedhofs vorzubereiten. Um 19:00 Uhr führten Bürgermeister Michel und Mangold Scott zu dem Grab in einem Unterholz, Michel hielt eine Taschenlampe, und Mangold erschoss den Gefangenen.

#### Mord an Neil McGladrigan
Ebenfalls am 7. Dezember wurde McGladrigan in der Nähe von Mornshausen aufgegriffen und dem Gendarmen Otto Koch aus Eckelshausen übergeben. Da kein geeigneter Haftraum zur Verfügung stand, brachte Koch den Gefangenen ins Bürgermeisteramt in Mornshausen und bewachte ihn über die Nacht. Er soll ihn gut behandelt haben. Am nächsten Morgen erstattete Koch seinem Vorgesetzten Menge Bericht und brachte McGladrigan zur Polizeistation Biedenkopf. Am folgenden Tag, dem 9. Dezember, einem Samstag, wollte Koch den Gefangenen per Bahn nach Wetzlar in ein Durchgangslager für Kriegsgefangene bringen, doch der Bahntransport kam aus unbekannten Gründen nicht zustande. Anschließend telefonierte Menge mit Mangold. Er gab die Anweisung, McGladrigan an Mangold und einen weiteren Polizisten zu übergeben und ihn von diesen erschießen zu lassen. Mangold überbrachte diesen Befehl seinem Vorgesetzten, Gendarmeriemeister Schmidt in Gladenbach, der den Hilfspolizisten Ludwig Will zu Mangolds Unterstützung abstellte. Am Sonntagnachmittag, dem 10. Dezember, hob Will ein Grab in einem Waldstück etwa drei Kilometer nördlich von Gladenbach in Richtung Runzhausen aus. Zwischen 21:30 und 22:00 Uhr trafen Mangold und Will mit Koch und McGladrigan zusammen. Zu dritt führten sie McGladrigan zu der vorbereiteten Stelle im Wald. Mangold schoss dem Gefangenen mit seiner Pistole in den Kopf, während Will eine Taschenlampe hielt. Dieser Schuss war möglicherweise nicht sofort tödlich. Daraufhin wurde von Will ein weiterer Schuss abgefeuert. McGladrigans Leiche wurde dann in dem vorbereiteten Grab beerdigt.

### Prozesse
Vom 22. bis 29. Mai 1947 fand im Hauptquartier der 5. Division der Britischen Rheinarmee in Braunschweig vor einem Militärgericht der Prozess gegen Mangold, Schmidt, Will und Koch, und vom 28. bis 30. Mai 1947 der Prozess gegen Michel statt. Mangold machte eine umfassende Aussage und räumte dabei ein, Scott und McGladrigan getötet zu haben. Dies sei auf Drängen und unter Drohungen des Kreiskommandanten der Gendarmerie, Gendarmerie-Leutnant Karl Menge, geschehen. Bereits im Juli oder August 1944 sei den Gendarmen des Kreises von einem Hauptmann Kreitz in Anwesenheit von Menge ein mündlicher Befehl erteilt worden, der darauf hinausgelaufen sei, dass so genannte „Terrorflieger“ an Ort und Stelle zu erschießen und im Bericht als „tot aufgefunden“ zu vermerken seien. Es sei jedermann klar gewesen, welche Folgen die Nichtbefolgung dieses Befehls gehabt hätte, da Kreitz und Menge auch Positionen in der SS innegehabt hätten und Angehörige des örtlichen SS-Gerichts gewesen seien. Mangold habe Scott am Nachmittag des 7. Dezember im Bürgermeisteramt Wommelshausen abgeholt. Dabei habe er Mühe gehabt, eine wütende Menschenmenge zurückzuhalten, bei denen es sich überwiegend um ausgebombte Bewohner aus Frankfurt am Main gehandelt habe. Schon beim ersten Zusammentreffen auf dem Rückweg von Wommelshausen habe Menge ihm gegenüber seine Verärgerung gezeigt, dass Scott überhaupt noch am Leben sei. Menge habe die sofortige Tötung Scotts verlangt, was er, Mangold, zurückgewiesen habe. In Weidenhausen habe Menge ihm mit dem Kriegsgericht gedroht, wenn er die Anordnung nicht ausführe. Er, Mangold, sei selbst Soldat gewesen und habe die Tötung eines Gefangenen nicht gutheißen können. Er habe jedoch keinen Ausweg gewusst und daher Scott zusammen mit Bürgermeister Michel und dem Gemeindediener Thomas zu einer Senke in einem Gehölz außerhalb von Weidenhausen geführt, ihn dort erschossen, und danach hätten Michel und Thomas die Leiche begraben. Am 9. Dezember habe Menge bei ihm angerufen und nach Gendarmeriemeister Schmidt gefragt, weil er diesen nicht erreichen könne. Er habe Mangold die Anweisung erteilt, zu Schmidt zu gehen, der einen weiteren Gendarmen zur Unterstützung abstellen solle. Es werde ihm am Abend des 10. Dezember ein weiterer Gefangener zugeführt, den er erschießen und an geeigneter Stelle begraben solle. Mangold habe dies zunächst abgelehnt mit der Angabe, er wolle nicht für Menge die Schmutzarbeit erledigen, die noch dazu außerhalb seines Zuständigkeitsbezirks angefallen sei, habe dann aber den massiven Drohungen Menges nachgegeben. Nachdem er über die Tötung McGladrigans schriftlich Bericht erstattet habe, sei der wütende Menge in der darauffolgenden Woche bei ihm erschienen. Er habe ihm einen neuen Bericht in die Maschine diktiert, den er habe unterschreiben müssen. Diesem Bericht zufolge sei McGladrigan bereits tot aufgefunden worden. Menge habe dann die Effekten McGladrigans und der anderen toten Briten an sich genommen. Im Januar 1945 sei er, Mangold, dann zu seiner großen Überraschung nach Dänemark versetzt worden, angeblich zu einer Weiterbildung. Man habe dort jedoch überhaupt keine Verwendung für ihn gehabt. Es sei ihm klar geworden, dass Menge ihn habe loswerden wollen. In Dänemark sei er schließlich in britische Kriegsgefangenschaft geraten.
Der Hilfspolizist Ludwig Will räumte ein, ebenfalls einen Schuss auf den bereits im Grab liegenden McGladrigan abgefeuert zu haben. Er habe den Eindruck gehabt, dieser hätte sich noch bewegt. Der Befehl, so genannte Terrorflieger zu erschießen, sei wöchentlich von seinem Vorgesetzten, Gendarmeriemeister Karl Schmidt, wiederholt worden. Es sei ihm daher klar gewesen, dass der Gefangene getötet werden sollte, er habe aber Angst vor den Konsequenzen einer wiederholten Befehlsverweigerung gehabt. Er habe schon einmal einem Befehl widersprochen und sei zur Strafe zwölf Wochen an den Westwall versetzt worden.
Gendarmeriemeister Karl Schmidt gab an, dass er die Tötung alliierter Flieger für Unrecht gehalten habe. Im Falle einer kollektiven Verweigerung eines solchen Befehls wäre aber eher die gesamte Polizei im Bezirk ausgetauscht und bestraft worden. Ihn als einzigen ausgebildeten Polizisten hätte eine besonders schwere Strafe erwartet. Im Ganzen habe er sich nicht zuständig gefühlt, da Menge die Tötungsbefehle an ihm vorbei direkt an Mangold gegeben habe und ferner McGladrigan sogar außerhalb seines Dienstbezirkes aufgegriffen worden sei. Auch habe er lediglich Will beauftragt, ein Grab auszuheben, und daher mit der Tat selbst nichts zu tun gehabt, obwohl er Mangolds direkter Vorgesetzter gewesen sei.
Gendarm Otto Koch aus Eckelshausen gab an, am Abend des 7. Dezember telefonisch vom Aufgriff McGaldrigans erfahren zu haben. Er sei mit dem Fahrrad nach Mornshausen gefahren, habe den Gefangenen übernommen und ins dortige Bürgermeisteramt gebracht. Dort habe er ihn mit Essen versorgt und ihm Gelegenheit gegeben, seine nasse Kleidung zu trocknen. McGladrigan sei am Oberschenkel leicht verletzt gewesen und habe sich selbst einen kleinen Flaksplitter aus der Wunde gezogen. Koch habe geholfen, die Wunde zu versorgen. Bei der Durchsicht der Papiere McGladrigans sei ihm aufgefallen, dass dieser am folgenden Tag, dem 8. Dezember, seinen 22. Geburtstag hatte. Aus diesem Anlass habe er mit dem Gefangenen um Mitternacht eine Zigarette geraucht. Am nächsten Tag habe er McGladrigan zum Gendarmeriekreisposten nach Biedenkopf gebracht. Dort habe ihn Menge so angeschrien, dass die Bediensteten aus den Nachbarzimmern herbeigelaufen wären. Menge habe ihm vorgeworfen, den ihm bekannten Befehl bezüglich abgeschossener Flieger missachtet zu haben, und mit dem SS-Gericht gedroht. Er selbst habe sich damit verteidigt, dass seine vier Söhne im Fronteinsatz stünden und er auch nicht wolle, dass diese in Gefangenschaft getötet würden. McGladrigan sei in eine Gewahrsamszelle gesperrt worden, um am 9. Dezember nach Wetzlar transportiert zu werden. Am 9. Dezember sei jedoch kein Zug gekommen, sodass McGladrigan wieder in die Zelle zurückgebracht wurde. Am Abend des 10. Dezember sei er dann beauftragt worden, McGladrigan zu seiner Dienstbezirksgrenze zu bringen. Dort solle Mangold ihn übernehmen und weiter in Richtung Wetzlar transportieren. In seiner Wohnung in Eckelshausen habe er noch mit dem Flieger gemeinsam zu Abend gegessen. Dann habe er ihn auf seinem Fahrrad weiter in Richtung Gladenbach gebracht. Bei Runzhausen sei er dann auf Mangold und Will getroffen. Erst dort sei ihm aufgegangen, was mit McGladrigan geschehen solle. Er habe sich vor der Schussabgabe ein paar Schritte entfernt, später aber beim Zuschaufeln des Grabes geholfen.
Bürgermeister Ludwig Michel bestätigte im Wesentlichen den Tathergang im Fall Scott, bestritt aber, Scott körperlich misshandelt zu haben. Scott habe in seiner Zelle begonnen, zu schreien. Er habe diese daraufhin aufgeschlossen, um die Ruhe wieder herzustellen. Die Zeugin, auf deren Aussage die Beschuldigung der Misshandlung beruhte, sei unglaubwürdig. Sie habe von ihrem angeblichen Standort auf der Straße überhaupt keine Sicht in den Zellenbereich gehabt. Ihre Aussage gegen ihn sei ein Racheakt, da er sie in seiner Eigenschaft als Bürgermeister wegen verschiedener Ordnungsverstöße mehrfach habe maßregeln müssen.

#### Urteile
Bezirksoberwachtmeister Konrad Mangold wurde zum Tode verurteilt. Das Todesurteil wurde in eine Haftstrafe umgewandelt. Im Jahr 1953 setzte sich der Erzbischof von Köln, Joseph Kardinal Frings, für seine Begnadigung ein. Nach seiner Entlassung kehrte er nach Erdhausen zurück.
Hilfspolizist Ludwig Will wurde zu einer Haftstrafe von zehn Jahren, Gendarmeriemeister Karl Schmidt zu zwei Jahren Haft verurteilt.
Der Gendarm Otto Koch wurde freigesprochen.
Bürgermeister Ludwig Michel aus Weidenhausen wurde in einem gesonderten Verfahren zu einer Freiheitsstrafe von zwölf Jahren verurteilt. Der Gemeindearbeiter Heinrich Thomas wurde nicht angeklagt und war als Zeuge vorgeladen.

### Gedenken

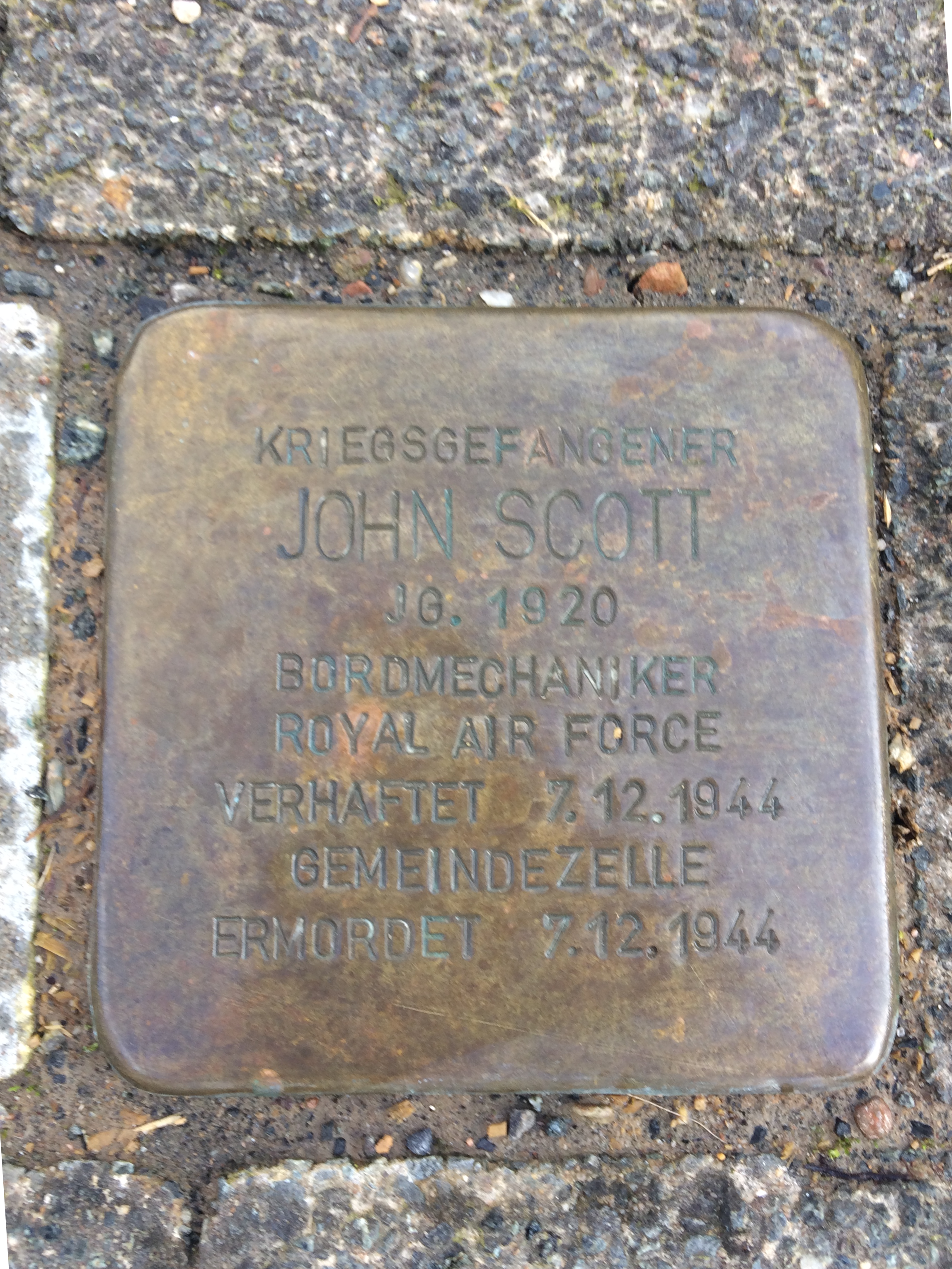
Stolperstein für John Scott

Für Neil McGladrigan wurde ein Eintrag mit Foto auf der Website des Australian War Memorial angelegt. Im Oktober 2020 regte der Ortsbeirat von Weidenhausen den Beschluss an, für Scott einen Stolperstein verlegen zu lassen und eine Straße in einem Neubaugebiet zu benennen. Der Beschluss wurde im September 2021 umgesetzt. Der Stolperstein für Scott wurde am 14. September 2021 vor dem heutigen Regionalmuseum verlegt. Im Neubaugebiet Haumbach wird ein John-Scott-Weg ausgewiesen.

## Weitere Beschuldigte
Karl Menge, der als Kommandant der Gendarmerie die Tötungen befohlen und durchgesetzt haben soll, war untergetaucht und konnte nicht ausfindig gemacht werden. Es ist nicht bekannt, ob er wegen der Taten jemals belangt wurde. Über Hauptmann Kreitz ist nichts näheres bekannt. Er soll sich 1945 in alliiertem Gewahrsam erhängt haben.